# Bencidamina
La bencidamina es una medicamento utilizado como antiinflamatorio y analgésico de uso tópico, de utilización sobre mucosas oral y genital y sobre la piel. También ejerce sus efectos tomado por vía oral, aunque en estas indicaciones ha sido desplazado totalmente por otros antiinflamatorio no esteroideo (AINE) más efectivos. Se comercializa en algunos países como Benzirin, Difflam o Septabene, entre otros.

## Farmacocinética
Usado por vía tópica, la bencidamina tiene la capacidad de penetrar a través del epitelio de revestimiento y alcanzar concentraciones eficaces en los tejidos inflamados. Esto se demuestra por la detección de niveles de bencidamina en sangre, los cuales, por otra parte, son insuficientes para producir efectos sistémicos.
El fármaco se excreta por vía urinaria, principalmente en forma de metabolitos inactivos y productos de conjugación.

## Farmacodinámica
La bencidamina actúa como antiinflamatorio y analgésico. La actividad es debida a su acción antagonista sobre las aminas vasoactivas, estabilizando las membranas celulares y lisosómicas e inhibiendo las prostaglandinas que intervienen en los procesos inflamatorios.

## Uso clínico

### Indicaciones
- Alivio local sintomático de las infecciones leves de la garganta y de la boca que cursen con dolor y sin fiebre.

### Efectos adversos
Para la valoración de las reacciones adversas (RAM) se tendrán en cuenta los criterios de la CIOSM.
| Reacciones adversas a benzidamina                   |                 |                                         |
| Sistema implicado                                   | Grupo CIOSM     | Tipo de reacción                        |
| Trastornos gastrointestinales                       | Raros           | Escozor y sequedad de boca.             |
| Trastornos del sistema inmunológico                 | Raros           | Reacciones de hipersensibilidad.        |
| Trastornos respiratorios, torácicos y mediastínicos | Muy raros       | laringospasmo                           |
| Piel y tejido subcutáneo                            | Poco frecuentes | Fotosensibilidad                        |
| Piel y tejido subcutáneo                            | Muy raros       | Angioedema                              |
| Otros                                               | Raros           | Cefaleas, mareos o trastornos del sueño |

### Contraindicaciones
- Hipersensibilidad a la benzidamina o a alguno de los componentes de la formulación comercial. En este sentido es importante tener en cuenta que con frecuencia se suele asociar a antisépticos locales o anestésicos, sustancias que será preciso conocer para evitar su uso inadecuado. Igualmente hay que tener presente que la benzidamina puede presentar reacciones cruzadas con la aspirina y otros AINE.
- Ha de tomarse con precaución en pacientes con antecedentes de asma, por el riesgo a desencadenar un cuadro agudo de broncoespasmo.

### Presentaciones
Se presenta bajo numerosas formas galénicas: aerosol, sobres, solución, comprimidos para chupar, crema o pomada. También nos lo podemos encontrar en presentaciones orales (cápsulas, comprimidos efervescentes), aunque habitualmente asociado a otros fármacos (antibióticos preferentemente).
La dosificación es muy variable, dependiendo de la forma galénica, desde el 0.15% en las presentaciones de aerosol hasta el 0.5% en sobres para lavado genital o en dosis de 25 mg. por cápsula en su uso por vía oral.
Entre los excipientes habituales para este producto nos podemos encontrar:
- Uso por vía oral:
  - Sílice coloidal
  - celulosa microcristalina
  - estearato magnésico
  - talco
  - eritrosina (E-127)
  - amarillo de quinoleina (E-104)
  - indigotina (E-132)
  - bióxido de titanio (E-171)
  - gelatina
- Uso por vía tópica:
  - Ácido ciclámico
  - sacarina
  - glicerol
  - esencia de menta
  - agua purificada
  - Nitrógeno como gas propulsor, en presentaciones de aerosol
- Los comprimidos masticables suelen asociar aspartamo, una fuente de fenilalanina que puede ser perjudicial en pacientes afectados por fenilcetonuria; o isomaltosa, producto que no deben tomar los pacientes con problemas de intolerancia a la lactosa.